# 原町赤十字病院

赤十字の標章

原町赤十字病院（はらまちせきじゅうじびょういん）は、群馬県吾妻郡東吾妻町にある医療機関である。日本赤十字社の病院である。

## 沿革
- 1948年（昭和23年）前身の日本赤十字社群馬支部原町診療所が開設。
- 1952年（昭和27年）2月 原町地域へ移転し、内科、外科、産婦人科の3科制で再開設。
- 1954年（昭和29年）10月 小児科、整形外科を新設。
- 1958年（昭和33年）9月 病院に昇格、原町赤十字病院となる。
- 1960年（昭和35年）7月 耳鼻咽喉科を新設。
- 1968年（昭和44年）8月 脳神経外科を新設。
- 1971年（昭和47年）6月 眼科を新設。
- 1985年（昭和60年）3月 泌尿器科を新設。
- 1985年（昭和60年）5月 皮膚科を新設。
- 1995年（平成7年）7月 消化器科を新設。
- 1996年（平成8年）6月 エイズ協力病院に指定。
- 1997年（平成9年）3月 災害拠点病院に指定。
- 1999年（平成11年）4月 感染症医療機関に指定（4床）。
- 2001年（平成13年）10月 新病院開院。
- 2019年（平成31年）4月 許可病床数を199床に減床。
- 2020年（令和2年）4月 緩和ケア科、救急科を新設。

## 診療科
- 内科
- 外科
- 整形外科
- 泌尿器科
- 婦人科
- 小児科
- 耳鼻咽喉科
- 眼科
- 皮膚科
- 脳神経外科
- 放射線科
- リハビリテーション科
- 麻酔科
- 緩和ケア科
- 救急科

診療協働部門
- 看護部

## 医療機関の指定等
- 群馬県臨床検査値標準化施設
- エイズ診療協力病院
- 災害拠点病院（地域災害医療センター）
- 腸管出血性大腸菌感染症（O-157）治療拠点病院
- 第二種感染症指定医療機関[1]

## 交通アクセス
- 電車：JR東日本・吾妻線・群馬原町駅下車、徒歩約3分程度。
- 車：関越自動車道渋川伊香保インターチェンジより約30分程度、国道145号沿い。